# Heinrich Gerlach (scrittore)
Heinrich Gerlach (Königsberg, 18 agosto 1908 – Brake, 27 marzo 1991) è stato uno scrittore tedesco.

## Biografia
Gerlach compì studi universitari di filologia latina, germanica e francese a Vienna, Ginevra, Friburgo e Königsberg; dopo un percorso di preparazione per il pubblico insegnamento, divenne professore (Studienrat) nel 1939 a Elbing. Nello stesso anno però fu arruolato nella Wehrmacht e servì come Unteroffizier in Polonia, poi come ufficiale di intelligence in Francia e Jugoslavia. Fu promosso tenente (Oberleutnant) presso lo stato maggiore della 14ª divisione corazzata sul fronte di Stalingrado.
Rimasto gravemente ferito, cadde prigioniero dei sovietici e fu uno dei pochi sopravvissuti alla disastrosa battaglia. A partire dal settembre 1943 partecipò alla fondazione della Lega degli Ufficiali tedeschi, schierata a fianco dei russi per combattere il nazismo; per questo fu condannato a morte dal Tribunale militare del Reich tedesco, e la sua famiglia fu incarcerata.
Gerlach scrisse sul periodico russo  Freies Deutschland fino al termine della guerra, quando fu inviato nei campi di prigionia. Nel 1949 gli fu confiscato il manoscritto di L'armata tradita, nel quale ricostruiva la propria esperienza personale durante la battaglia di Stalingrado. Liberato nel 1950, Gerlach tornò in Germania e riprese l'insegnamento. Ottenne dalla stampa i finanziamenti necessari per tentare di ricostruire il manoscritto mediante tecniche di ipnosi, e si impegnò in questo lavoro dal 1951 al 1957, quando il testo apparve in Germania sotto forma di romanzo. Pubblicato in Italia presso Garzanti, vinse nel 1959 il Premio Bancarella. Con il tempo L'armata tradita divenne un best seller tradotto in numerose lingue. L'esperienza con la Lega degli Ufficiali tedeschi fu raccontata in Odissea in rosso. Il manoscritto originale di L'armata tradita è conservato nel Museo degli antifascisti tedeschi di Krasnogorsk, succursale del Museo della Grande Guerra patriottica.

## Opere
- Heinrich Gerlach, L'armata tradita, traduzione di Mario Merlini, Garzanti, 1960.
- Heinrich Gerlach, Odissea in rosso, Garzanti, 1960.

| Controllo di autorità | VIAF (EN) 52044655 · ISNI (EN) 0000 0001 2025 7653 · SBN RAVV054199 · LCCN (EN) n88644378 · GND (DE) 124326773 · BNF (FR) cb12760600j (data) · J9U (EN, HE) 987007277393905171 |